# 南匈奴
南匈奴，公元48年，匈奴分裂，殘留在北方蒙古高原的部落，被中國稱為北匈奴；由匈奴贵族日逐王比在南方內蒙古一帶建立的匈奴政權，相對於北匈奴，被稱為南匈奴。南匈奴親附於東漢之下，成為附庸。304年，南匈奴單于劉淵建立前趙，推翻晉朝後，開啟五胡十六國時代。

## 歷史
前121年（元狩2年），河西地区的渾邪王與休屠王投降漢朝。渾邪王與休屠王原擁有的領土，改建為武威與酒泉二郡，其40,000余投降牧民被分散至隴西、北地、上郡、朔方、雲中等五郡之外，稱為五屬國，成為漢朝附庸。
48年，匈奴立蒲奴為單于，日逐王比率眾南下，自立呼韓邪單于，建庭五原塞（今内蒙古包头），依附东汉称臣，被汉光武帝安置在河套地区。次年，迁庭于美稷县（今内蒙古准格尔旗西北），即“南庭”。汉朝置使匈奴中郎将，控制南匈奴部眾。分布地区包括今甘肃庆阳、宁夏、山西、陕西、河北省北部，内蒙古呼和浩特至包头一带。
62年，北匈奴入寇五原、雲中，為南匈奴單于擊退。
73年開始，東漢和帝與南匈奴合作，攻伐北匈奴。
83年，鮮卑擊敗北匈奴，南匈奴單于上書漢庭，希望藉此機會北伐，王庭回到北匈奴。但被阻止。
89年至91年間，東漢竇憲等將軍，與南匈奴合作，深入塞外，擊破北匈奴，南匈奴勢力大增。
因部族成分複雜，難以駕馭控制，漢朝又利用各種方式分化其部眾，造成內部不隱，多次入寇东汉边塞杀官吏，又与鲜卑多次联兵深入内地袭掠，期间几位南單于被部属所殺。
187年，張純聯合烏桓反叛，東漢征發南匈奴人，協助平叛，單于羌渠派左賢王於夫羅率眾前往。但南匈奴國內反對出兵，引發叛亂，羌渠被殺。188年，族人擁立須卜骨都侯為單于，於夫羅滯留在東漢，無法回國。189年，須卜骨都侯去世，但東漢不讓於夫羅回國，南匈奴國內由老王監國。
189年，漢靈帝去世，何進被殺，於夫羅趁亂獨立，跟白波賊合流進犯太原、河內等地。董卓本受命前往征討。后董卓掌控朝政，立漢獻帝，控制中央政府，各地軍閥起兵。於夫羅先與袁紹合作，後歸附曹操。
195年，於夫羅去世，其弟呼厨泉繼位為單于。其子劉豹，成為左賢王。
建安年间，曹操将南匈奴分成五部，以刘豹为左部帅，其余部帅都以部落中尊贵的刘氏出任，又选汉族人担任司马以监督南匈奴五部。曹魏末年，改部帅为都尉，南匈奴左部都尉统帅一万多落居于太原郡兹氏县（今山西省汾阳市），右部都尉统帅六千多落居于太原郡祁县（今山西省祁县），南部都尉统帅三千多落居于平阳郡蒲子县（今山西省隰县），北部统帅四千多落居于新兴县（今山西省五台县），中部统帅六千多落居于太原郡大陵县（今山西省文水县）
。咸熙年間，左賢王劉豹之子劉淵至曹魏首都擔任人質。
在去卑死後，其子劉猛繼為右賢王，統率部眾，但因不服晉朝命令，271年起事攻打并州，失敗。272年，遭暗殺而死。劉淵多次向晉朝請求回到故鄉，但不被允許。在劉豹死後，劉淵繼為左賢王，回到并州。
290年，楊駿封劉淵為五部大都督，總理南匈奴五部。司馬穎出鎮鄴城時，將劉淵召到鄴城為人質，同樣封其為寧朔將軍，監理南匈奴五部。八王之亂期間，右賢王劉宣與族人秘密擁戴劉淵為大單于，但劉淵滯留在鄴城，無法回國。304年，司馬穎遭攻打，劉淵建議司馬穎讓他回國，領五部匈奴來援，司馬穎封他為北單于，讓他回國。回到并州後，劉淵繼位為大單于。同年，劉淵稱帝，建立汉赵。310年，劉淵去世，其子劉和繼位，但旋即遭劉聰殺死，遂由劉聰繼任。此後開啟中國歷史上的五胡十六國時期。

## 政治體制
如同匈奴，南匈奴的君主同樣稱為單于，中國史書稱為南單于。單于出身屠各種氏族，為攣鞮氏（《後漢書》譯為虛連題）。

## 南匈奴19種族
南匈奴是由多個部族聯合組成的國家，其下擁有多個種族，《晉書》中記錄其下有19個種族，包括了：
- 屠各種：南匈奴的中心氏族，單于出自於此(攣鞮部為中心、包括獨孤部、鐵弗部（赫連部）、破六韓部各部族)
- 鮮支種
- 寇頭種
- 烏譚種
- 赤勒種
- 捍蛭種
- 黒狼種
- 赤沙種
- 鬱鞞種
- 萎莎種
- 禿童種
- 勃蔑種
- 羌渠種：石勒出身此氏族，可能為羯族的祖先
- 賀賴種（賀蘭部）
- 鍾跂種
- 大楼種
- 雍屈種
- 真樹種
- 力羯種

## 社會形態
南匈奴的漢化程度很高，至東漢末期時，多放棄游牧，改採農業定居方式。他們被編戶，除了繳稅之外，還要為漢朝服兵役。

## 南匈奴單于列表
| 南匈奴單                                                 | 南匈奴單             | 南匈奴單 | 南匈奴單      | 南匈奴單 | 南匈奴單               | 南匈奴單 |
|                                                          | 單號                 | 姓名     | 在位時間      | 在位年數 | 注                     |          |
| -------------------------------------------------------- | -------------------- | -------- | ------------- | -------- | ---------------------- | -------- |
| 1                                                        | 醢落尸逐鞮單于         | 比       | 48年 - 56年   | 9年      | 稽侯珊單孫、烏珠留單子 |          |
|                                                          | 薁鞬左賢王單于(自立)   |          | 50年          | 不足1月  | 北單蒲奴弟薁鞬左賢王   |          |
| 2                                                        | 丘浮尤鞮單于           | 莫       | 56年 - 57年   | 2年      | 單比弟                 |          |
| 3                                                        | 伊伐於慮鞮單于         | 漢       | 57年 - 59年   | 3年      | 單莫弟                 |          |
| 4                                                        | 醢童尸逐侯鞮單于       | 適       | 59年 - 63年   | 5年      | 單比子                 |          |
| 5                                                        | 丘除車林鞮單于         | 蘇       | 63年          | 1年      | 單莫子                 |          |
| 6                                                        | 湖斜尸逐侯鞮單于       | 長       | 63年 - 85年   | 23年     | 單適弟                 |          |
| 7                                                        | 伊屠於閭鞮單于         | 宣       | 85年 - 88年   | 4年      | 單汗子                 |          |
| 8                                                        | 休蘭尸逐侯鞮單于       | 屯屠何   | 88年 - 93年   | 6年      | 單長弟                 |          |
| 9                                                        | 安國單               | 安國     | 93年 - 94年   | 2年      | 單宣弟                 |          |
| 10                                                       | 亭獨尸逐侯鞮單于       | 師子     | 94年 - 98年   | 5年      | 單適子                 |          |
| 11                                                       | 萬氏尸逐鞮單于         | 檀       | 98年 - 124年  | 27年     | 單長子                 |          |
| 12                                                       | 烏稽侯尸逐鞮單于       | 拔       | 124年 - 128年 | 5年      | 單檀弟                 |          |
| 13                                                       | 去特若尸逐就單于       | 休利     | 128年 - 140年 | 13年     | 單拔弟                 |          |
| 休利自殺，南庭虛位(140年 - 143年)                        |                      |          |               |          |                        |          |
|                                                          | 車鈕單(自立)         | 車鈕     | 140年 - 143年 | 4年      | 句龍王吾斯等擁立       |          |
| 14                                                       | 呼蘭若尸逐就單于       | 兜樓儲   | 143年 - 147年 | 5年      | 守義王                 |          |
| 15                                                       | 伊陵尸逐就單于         | 居車兒   | 147年 - 172年 | 26年     |                        |          |
| 16                                                       | 屠特若尸逐就單于       |          | 172年 - 178年 | 7年      | 單居車兒子             |          |
| 17                                                       | 呼徵                 | 呼徵     | 178年 - 179年 | 2年      | 屠特單于子             |          |
| 18                                                       | 羌渠                 | 羌渠     | 179年 - 188年 | 10年     | 右賢王                 |          |
|                                                          | 須卜骨都侯(族人所立) |          | 188年 - 189年 | 2年      | 族人擁立               |          |
| 須卜死後，南庭虛位，以年老氏族首長權行主持南庭之事       |                      |          |               |          |                        |          |
| 19                                                       | 持至尸逐侯單于         | 於夫羅   | 188年 - 195年 | 8年      | 單羌渠子               |          |
| 20                                                       | 呼廚泉               | 呼廚泉   | 195年 - 216年 | 22年     | 於夫羅之弟             |          |
| 被曹操留於鄴，部眾由右賢王去卑統領。呼廚泉死後，單虛位。 |                      |          |               |          |                        |          |
| 21                                                       | 大單、前趙皇帝       | 劉淵     | 304年 - 310年 | 6年      | 於夫羅之孫，劉豹之子   |          |
| 右賢王劉宣與族人擁立，建立漢趙。                         |                      |          |               |          |                        |          |

## 延伸阅读
[在维基数据编辑]
 《後漢書/卷89》，出自范晔《後漢書》